# Monica Baumgarten de Bolle
Monica Baumgarten de Bolle (Rio de Janeiro, 1973  ) é uma economista, imunologista, pesquisadora, colunista e escritora brasileira.
 É também professora da Johns Hopkins University, onde dirigiu o Latin American Studies and Emerging Markets, e pesquisadora sênior do Peterson Institute for International Economics. Como economista, concentra-se em macroeconomia, política cambial, política monetária e fiscal, comércio e desigualdade, regulação financeira e mercados de capitais. Mais recentemente, durante a Pandemia de COVID-19, expandiu suas pesquisas para a área de saúde pública, especificamente imunologia e microbiologia. Tem colaborado com as revistas Piauí , IstoÉ , Exame  e Galileu, além dos jornais O Estado de S. Paulo, El País  e Folha de S. Paulo . Ao lado de Carlos Alberto Sardenberg, atuou no quadro "Economia de Quarta", na CBN. Foi entrevistada no programa Roda Viva, da TV Cultura, em 2016 e 2020. 
Seu livro "Como matar a borboleta azul: uma crônica da Era Dilma" foi indicado ao Prêmio Jabuti  em 2017, e o "Futuro da Indústria no Brasil", co-escrito com o economista Edmar Bacha, foi premiado no Prêmio Jabuti 2014. 

## Vida Acadêmica
De Bolle tem bacharelado e mestrado em Economia pela Pontifícia Universidade Católica do Rio de Janeiro, e doutorado na London School of Economics.
Atualmente, De Bolle leciona na Universidade Johns Hopkins nos Estados Unidos, e é pesquisadora do Peterson Institute for International Economics.
Durante a Pandemia de COVID-19, de Bolle especializou-se em imunologia, genética e bioquímica na Escola de Medicina Harvard.

## Controvérsias
Em um debate realizado com o ex-presidente do Banco Central do Brasil, Armínio Fraga, De Bolle protagonizou uma troca de farpas sobre o auxílio emergencial do Governo de Jair Bolsonaro. No debate, De Bolle foi apoiada por André Lara Resende.
Em 2020, perdeu a coluna regular que mantinha em O Estado de S. Paulo após um artigo crítico ao Ministro da Economia Paulo Guedes. Em suas redes sociais, sugeriu que o encerramento havia sido motivado por suas críticas.  

## Obras
- De Bolle, Monica (2020). "Ruptura". Editora Intrínseca. [19] [20] [21][22]
- De Bolle, Monica (2016). “Como matar a borboleta azul: uma crônica da Era Dilma". Editora Intrínseca. [23]
- De Bolle, Monica (2014). “The State of the World Economy, Challenges and Responses: Ensaios em Honra a Pedro S. Malan”
- De Bolle, Monica (2013). “O Futuro da Manufatura Brasileira: o debate da desindustrialização"
- De Bolle, Monica (2011). “New Dilemmas in Economic Policy”
- De Bolle, Monica (2009). “Financial Regulation Reform in the US: Nova Arquitetura Global e o Contexto Regulatório Brasileiro”
- De Bolle, Monica (2009). “Como Responder à Crise Financeira Global? Políticas Econômicas para o Brasil”

Foi também a tradutora para português de O Capital no século XXI, de Thomas Piketty.